# 3. Janezovo pismo
Tretje Janezovo pismo je tretje od Janezovih pisem Nove zaveze. Najverjetneje je bilo napisano v Efezu med letoma 70 in 100 n. št. Skupaj z 2. Janezovim pismom sta najkrajši knjigi oz. spisa Nove zaveze. Pismo je naslovljeno na Gaja, premožnega kristjana v eni od skupnosti pod avtorjevo skrbjo. Zajema zgoščen vpogled v vsakdanje delovanje zgodnje Cerkve.
Tretje pismo ni naslovljeno na Cerkev, ampak osebno na posameznika. V njem pisec kot starešina pohvali Gaja, člana Cerkve, ki ga imenuje svojega otroka – nedvomno v pomenu duhovnega otroštva oz. očetovstva – za njegovo življenje v resnici in mu priporoči, naj tudi v prihodnje sprejema in oskrbuje popotne pričevalce za »Ime« (Jezusa Kristusa). Kritično besedo nameni voditelju Cerkve Diotrefu ter se zavzame za Demetrija (ki je bil verjetno njegov odposlanec in ga je hotel s tem pismom Gaju priporočiti). Pri tem zatrdi, da: »Kdor dela dobro, je iz Boga; kdor dela slabo, Boga ni videl« (3 Jn 11b). Pismo kmalu zaključi, ker upa, da se bosta z Gajem v kratkem več pogovorila v živo.

## Vsebina
Uvod oz. pozdrav (3 Jn 1) je močno podoben posvetnim pismom tistega časa. Enako velja za željo za dobro zdravje, ki pa ji je dodana skrb za Gajevo duhovno dobrobit. Iz tega je mogoče skleniti, da je bil Gaj starešini pri srcu.
Izraz veselja (3 Jn 3–6), da Gaj hodi v resnici – kot prehod k jedru pisma – je bolj kot vljudnost pohvala, da vsaj občasno oskrbuje popotne misijonarje, ki so o tem poročali tudi starešini. To je dragoceno, ker formalni voditelj skupnosti Diotref temu ne posveča zadostne skrbi.
Iz jedra pisma (3 Jn 9–12) oz. iz njegovega vsebinskega sporočila je razvidna podoba zgodnjih krščanskih oznanjevalcev Kristusa, ki so se podali na pot zaradi »Imena« in so bili odvisni od podpore velikodušnih kristjanov v posameznih krajih. Starešina poskuša Gaja pridobiti za še bolj velikodušno sodelovanje z besedami, da tisti, ki pomagajo oznanjevalcem, postanejo »sodelavci resnice«. Gajeva dobrota je toliko pomembnejša, ker neki Diotref, ki – po besedah starešine – hoče biti vodilni v Cerkvi (verjetno ne tisti, v kateri je Gaj, ampak kaki bližnji), ne izpolnjuje svojih nalog in se ne zmeni za opozorila starešine. Nasprotno, širi zlobne govorice o starešini, ne sprejema popotnih bratov, ovira tiste, ki to želijo delati, ter jih celo meče iz Cerkve. Zaradi takšnih razmer starešina tudi pošilja osebo po imenu Demetrij, misijonarja, na katerega se lahko zanese.